# باي يوي
باي يوي (بالصينية: 白月) هي دراجة صينية، ولدت في 13 ديسمبر 1992 في شانشي في الصين.

## وصلات خارجية
- باي يوي على موقع الاتحاد الدولي للدراجات (الإنجليزية)
- باي يوي على موقع أرشيف الدراجات (الإنجليزية)
- باي يوي على موقع إحصائيات الدراجات الإحترافية (الإنجليزية)